# Tản Lĩnh
Tản Lĩnh là một xã thuộc huyện Ba Vì, thành phố Hà Nội, Việt Nam.
Xã Tản Lĩnh có diện tích 2,78 km², dân số năm 1999 là 12963 người, mật độ dân số đạt 4663 người/km².